# Europastraße 24
Die Europastraße 24 (Kurzform: E 24) führt in west-östlicher Richtung durch Zentralengland von Birmingham über Northampton nach Cambridge und schließlich nach Ipswich in Suffolk.
Die Europastraße 24 ist als komplementäre Route eine Verbindung von der Europastraße 5, die an Birmingham vorbeiführt zur Europastraße 30, die von Ipswich aus zur Küste und schließlich auf dem Kontinent bis in entlegene Teile Russlands führt.
Bis Rugby folgt die Europastraße dem Verlauf des Motorway M6, um dann die Strecke mit dem Motorway M1 zu teilen. Bei Northampton wird die Europastraße 13 gekreuzt. In östlicher Richtung wird dann Cambridge und über Bury St Edmunds schließlich Ipswich erreicht.